# 長沙灣海濱花園
長沙灣海濱花園（英語：Cheung Sha Wan Promenade），是香港的一處海濱公園，位於九龍長沙灣海旁，海濱長廊率先於2023年6月30日啟用，全長280米，而海濱花園緊隨其後於同年7月14日啟用，佔地1.04公頃，是深水埗區第一個海濱公共空間，設有園景區和草坪，同時也是寵物共享公園。公園設計了特色碼頭天篷和露台座位，以便遊客欣賞景色。長沙灣海濱花園距離南昌站約10分鐘步程。